# فتحة التصريف

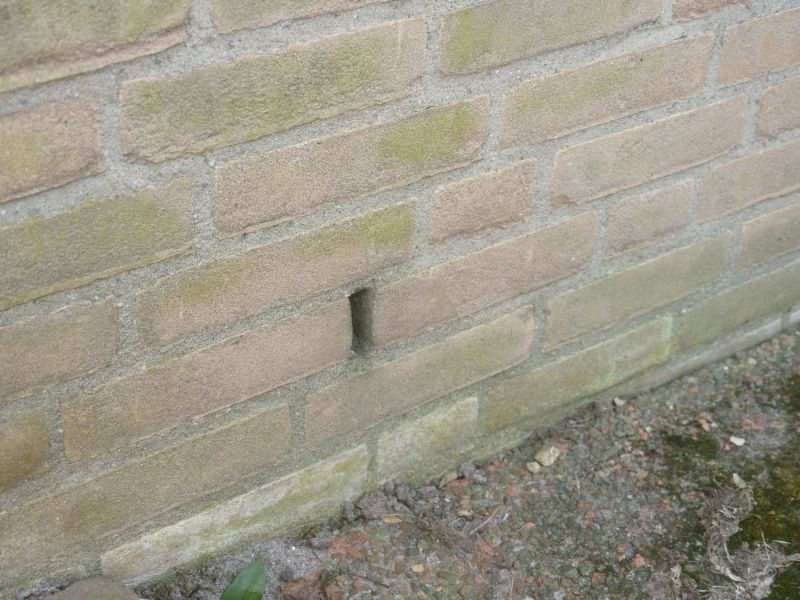
فتحة تصريف

فُتحة التصريف أو فُتحة التذريف أو الدِمَاعة أو المَذْرِف أو الحفرة الارتشاحية فُتحةٌ صغيرة لتصريف المياه من داخل مجموعة. وهي في الجزء السفلي من الجسم؛ للسماح بالتصريف؛ يجب أن يكون حجم ثُقب الفُتحة ملائمًا للتغلب على التوتر السطحي.
قد تكون فُتحة التصريف ضرورية أيضًا في الجدار المحتفظ به، لذلك يمكن أن يفلت الماء من الأرض المحتجزة، مما يقلل من الحمل الهيدروستاتيكي على الحائط ويمنع الضرر الذي يلحق بالجدار من زيادة الوزن المائي وتلف الرطوبة المحتمل بسبب دورات التجميد / إذابة الجليد. في مثل هذه الحالات، قد تتكون فتحة التصريف من أنابيب بلاستيكية أو طينية أو معدنية تمتد من خلال الجدار إلى طبقة من الردم المسامي.
عادة، يتم ترتيب فتحة التصريف لتوجيه المياه التي قد تكون دخلت التجمع من الخارج، والعودة إلى الخارج. يمكن أيضًا العثور على فتحة التصريف في نوافذ معدنية وجدران ستائر زجاجية للسماح للتكثيف الخلالي بالهروب. مضخات المياه للسيارات لها ثقوب تصريف لحماية المحامل عن طريق ترك المياه التي تتسرب عبر الختم. 

## البناء
في بناء المباني، عادة ما توجد فتحة التصريف في قشرة البناء أو جدار التجويف ، فوق اللمعان . يعمل التجويف كوسيلة لتصريف هذه المياه مرة أخرى من خلال ثقوب التصريف. تسمح فتحات التصريف للرياح بإنشاء مجرى هواء من خلال التجويف. يزيل التيار الماء المتبخر من التجويف إلى الخارج. توضع الثقوب المبللة أيضًا فوق النوافذ لمنع التعفن الجاف لإطار النافذة الخشبية.

### فتح مفاصل الرأس

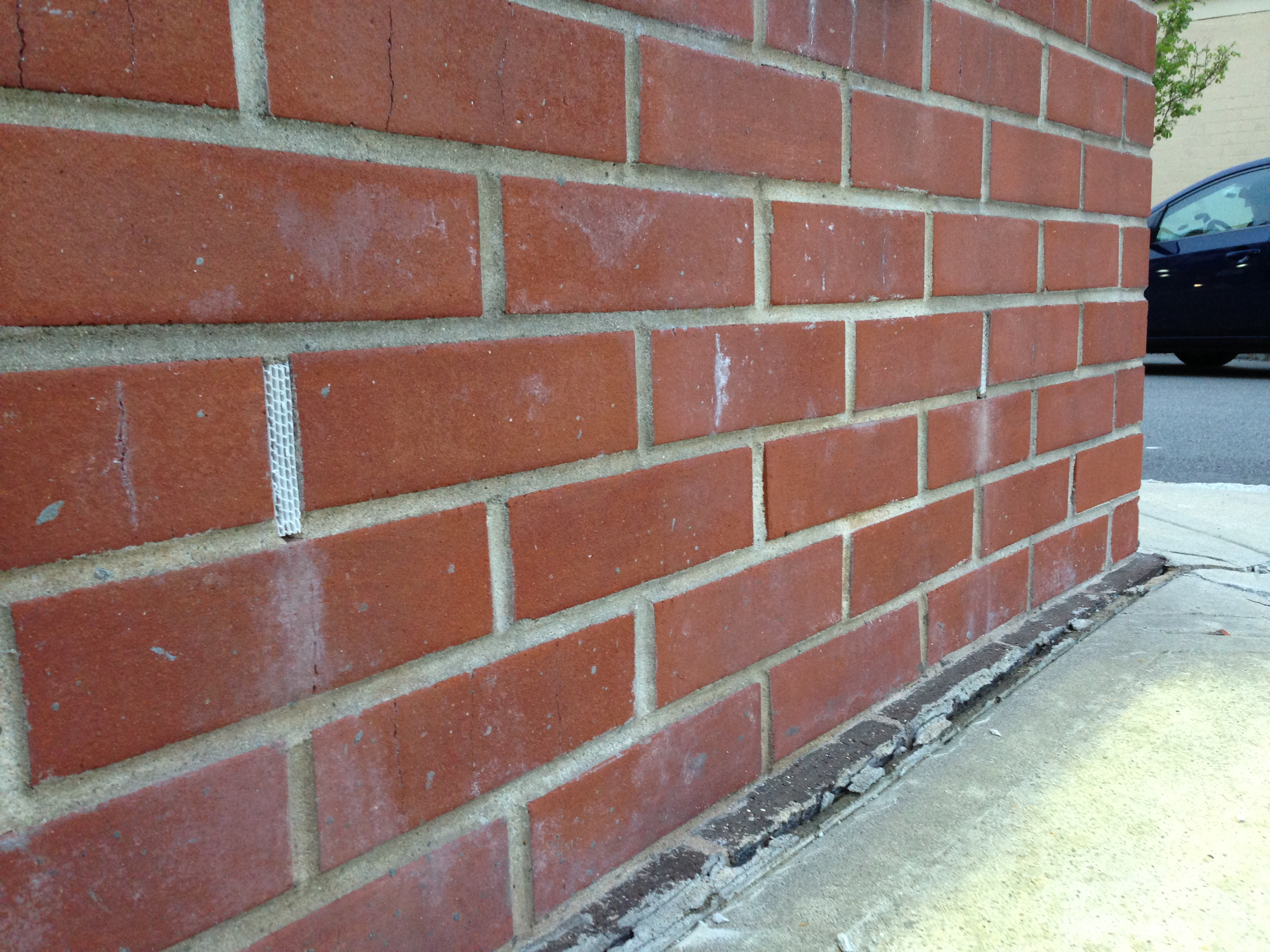
تبكي الثقوب مع إدراج شبكة بلاستيكية

تتم عملية مفصل الرأس المفتوح من خلال ترك الملاط من المفاصل. هذا يخلق ثقوب مفتوحة بنفس حجم التباعد النموذجي للمفاصل. هذه هي الطريقة الأكثر شيوعًا والأكثر فعالية لتبخير الماء من التجويف. يمكن إجراء التباعد بين مفاصل الرأس المفتوحة في كل 24 بوصة (61 سـم) . إحدى مشكلات هذه الطريقة هي أن مفاصل الرأس المفتوحة تخلق ثقوبًا كبيرة قد لا تكون جذابة. قد يقوم بعض عمال الصيانة أيضًا بإصلاح تلك الثقوب دون قصد دون إدراك أنها ثقوب تبكي. هناك بعض المنتجات مثل تنفيس الألومنيوم والشبكة البلاستيكية التي يمكن إدراجها في فتحات البكاء لجعلها أقل وضوحا. 
يمكن استخدام فتائل القطن لتشكيل البكاء. حبل يصل إلى 12 بوصة (30 سـم) في الطول يوضع في المفاصل. يمتد الطرف الآخر من الحبل إلى جدار التجويف. يمكن للقطن أن يمتص الرطوبة داخل الجدار ويصقلها للخارج، ولكن العكس صحيح أيضًا - فمن الممكن أن يقطع حبل القطن كمية صغيرة من الرطوبة من الخارج إلى داخل الجدار. عملية التبخر أبطأ من الثقوب. أيضا، يمكن للقطن اشتعلت فيه النيران. 

### أنابيب
نوع آخر من البكاء هو أنبوب يمكن تصنيعه باستخدام البلاستيك المجوف أو المعدني. المسافة بين الأنابيب حوالي 16 بوصة (41 سـم) حدة. تتم عملية تركيب الأنابيب بزاوية للسماح للمياه بالتنقيط. إذا كانت الزاوية شديدة الانحدار، فستكون فتحة الفتحة الموجودة داخل تجويف الجدار مرتفعة للغاية بحيث لا يمكن أن يخرج الماء. إذا كانت الزاوية مسطحة جدًا، فقد تسقط الهاون المستخدم في وضع الطوب في التجويف ويحجب الأنابيب. في بعض الأحيان يتم وضع طبقة ضحلة من الحصى لمنع سقوط الهاون من سد الأنابيب. سيؤدي سمك الأنبوب البلاستيكي، مهما كان صغيراً، إلى إنشاء سد صغير يتيح تجمع المياه داخل تجويف الجدار.
هناك طريقة أخرى لتشكيل الأنابيب بدلاً من استخدام مواد الأنابيب الدائمة وهي استخدام قضبان مزيتة أو حبال. سيتم وضع قضيب مزيت أو الحبال وتدميرها في المفاصل. يمنع الزيت رابطة الملاط ويمكن إزالة القضبان أو الحبال بعد وضع الملاط، مما يخلق حفرة تشبه استخدام الأنبوب.

### القنوات المموجة
تستخدم أحدث تقنيات البكاء البلاستيك المموج لإنشاء قنوات / أنفاق تبكي تشكل الجانب السفلي لمفصل المونة من السرير. تقوم هذه الأنفاق بسرعة بتوصيل المياه من الجدار عبر فتحات فتحات ثقب متعددة وتأكد من أن المياه يمكن أن تخرج عند أدنى نقطة في الجدار. تندم البكاء البلاستيكي المموج عمومًا في ملاط وأقل وضوحًا من يبكي الحبل. 